# Pól Thorsteinsson
Pól Thorsteinsson (Vágur, 17 novembre 1973) è un ex calciatore faroese, di ruolo difensore.